# Puccini (cràter)
Puccini és un cràter d'impacte en el planeta Mercuri de 76 km de diàmetre. Porta el nom del compositor italià Giacomo Puccini (1858-1924), i el seu nom va ser aprovat per la Unió Astronòmica Internacional el 1976.